# Santa Maria di Nazareth
Santa Maria di Nazareth (o església de les Scalzi) és una església del districte de Cannaregio a Venècia, Itàlia.
És a prop de l'estació de tren de Santa Lucia i del Ponte degli Scalzi, i de cara al Gran Canal.
És una obra barroca de principi del segle xviii composta per una sola nau amb dues capelles laterals. Les decoracions interiors són de marbre i les columnes, d'estil corinti. Va ser consagrada l'any 1705 i restaurada entre els anys 1853 i 1862.
La construcció va ser encarregada a l'arquitecte Baldassare Longhena per petició de les carmelites descalces, que havien fet una petició al Senat de Venècia per construir-hi un monestir. D'altra banda, la façana va ser construïda per l'arquitecte Giuseppe Sardi amb la subvenció del noble Gerolamo Cavazza. A la façana també hi ha dues estàtues que s'atribueixen a l'escultor suís-italià Bernardo Falconi.
S'hi troba la tomba de l'últim dux venecià, Ludovico Manin.